# Dobroszyce
Dobroszyce è un comune rurale polacco del distretto di Oleśnica, nel voivodato della Bassa Slesia.
Ricopre una superficie di 131,74 km² e il 30 giugno 2006 contava 6 005 abitanti.